# Robert LeRoy
Robert LeRoy (n. 7 februarie 1885, New York City, New York, SUA – d. 7 septembrie 1946, New York City, New York, SUA) a fost un jucător de tenis american, medaliat olimpic. A participat la o ediție a Jocurilor Olimpice (1904) în care a câștigat două medalii de argint.